# Oxycheilinus unifasciatus
Oxycheilinus unifasciatus är en fiskart som först beskrevs av Streets, 1877.  Oxycheilinus unifasciatus ingår i släktet Oxycheilinus och familjen läppfiskar. IUCN kategoriserar arten globalt som livskraftig. Inga underarter finns listade i Catalogue of Life.